# ユバルディ
ユバルディ (Uvalde, [juːˈvældi] yoo-VAL-dee)は、アメリカ合衆国テキサス州の市であり、ユバルディ郡の郡庁所在地である。人口は2020年アメリカ合衆国国勢調査時点では15,217人だった。ユバルディはテキサス丘陵地帯の、サン・アントニオ中心部から西に80マイル (130 km)、 アメリカ＝メキシコ国境から東に54マイル (87 km)に位置している。